# Sant Sebastià (Catedral de Palència)

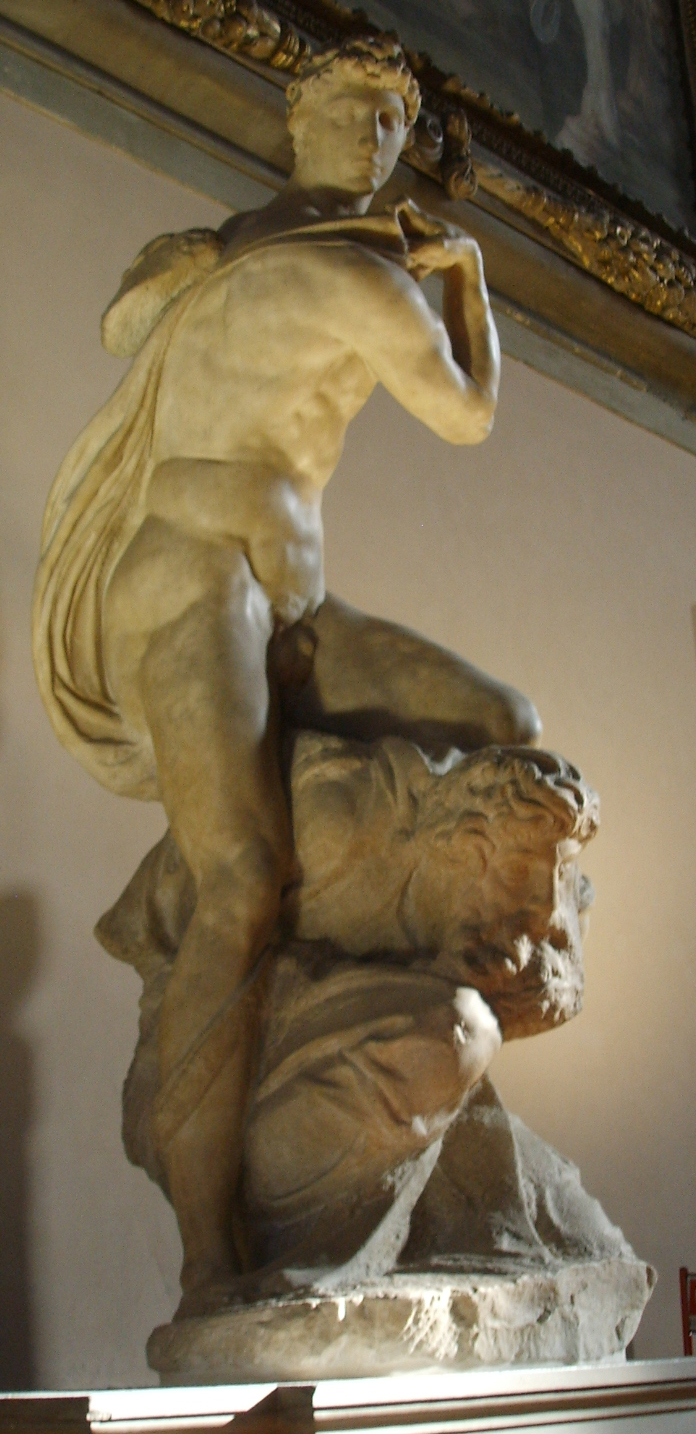
Escultura de "La Victòria" al Palazzo Vecchio de Florència.

Aquesta versió del Martiri de Sant Sebastià, en la Catedral de Palència, és una obra d'El Greco que consta amb el número 279 en el catàleg d'obres d'aquest pintor, realitzat per Harold Wethey. Sorprèn que només hagin arribat fins als nostres dies tres obres del mestre cretenc, o del deu taller, d'aquesta temática. Efectivament en els inventaris realitzats per Jorge Manuel Theotocópuli després de la mort del mestre, apareixen dues obres d'aquest tema en el primer inventari, i quatre en el segon.

## Temàtica de l'obra
Els fets, probablement escrits a principis del segle v i posteriorment erròniament adscrits a Ambròs de Milà relacionen que Sebastià era un oficial de la Guàrdia Imperial, i que havia realitzat secretament molts actes de caritat i amor als seus germans en la fe. Quan el 286 va ser descobert que era cristià, va ser lliurat als arquers mauritans, que el van assassinar amb fletxes. No obstant això, va sobreviure i va ser curat per Santa Irene. Va ser finalment colpejat fins a la mort amb bastons. Aquesta història no tè una base històrica i, per tant, no és digne de creure.

## Anàlisi de l'obra
- Signat amb lletres majúscules gregues, a la part inferior dreta: DOMÉNIKOS THEOTOKÓPOULOS E´POÍEI; Oli sobre llenç; 191 x 152 cm.; Museu catedralici de la Catedral de Palència.

El paisatge està òbviament influenciat pels mestres venecians que va conèixer Theotokópoulos, amb els arbres oblicus i la detallada descripció de llur fullatge, que El Greco no va tornar a repetir mai més amb tant detall. El llarg i heroic cos nu de Sant Sebastià deriva directament de l'obra de Michelangelo. La postura de Sebastià és molt similar a la de l'estàtua de la Victòria, en el Palazzo Vecchio de Florència, mentre el braç esquerre de Sebastià recorda al de l'Adam de la Capella Sixtina. En tot cas, és una obra de gran bellesa i força, i la postura i l'allargament del cos ofereixen els més purs accents del Manierisme.
La precisió del dibuix, la força escultòrica del modelat, i la font primera de la imatge deriven de Michelangelo, però El Greco relabora aquests elements, fent la figura més allargada, donant-li un sentit de la grazia que mancava en els models del mestre italià, i tractant el tema amb una contenció i una elegància que anuncia la seva posterior evolució vers l'espiritualisme. Sebastià apareix expectant, acceptant el seu destí. És travessat per una sola sageta, i de la ferida només en surten unes gotes de sang. Si bé a la seva boca sembla que hi ha un cert rictus de dolor, en el seu rostre aixecat vers el Cel i en el seu esguard no hi ha dolor, sinó una emoció propera a l'èxtasi.
Aquesta obra, realitzada poc després de la seva arribada a Espanya, és molt important perquè mostra el camí que El Greco es va marcar si mateix. Efectivament, en els retrats de la seva etapa romana, el mestre cretenc va demostrar que podía haver endevingut un magnífic pintor estrictament realista. Però a partir d'aquí, El Greco ja només tindrà que matisar, variar, complicar i deformar el que havia assolit en aquest magnífic Sant Sebastià i algunes obres primerenques a Espanya, sense superar-les de forma absoluta.

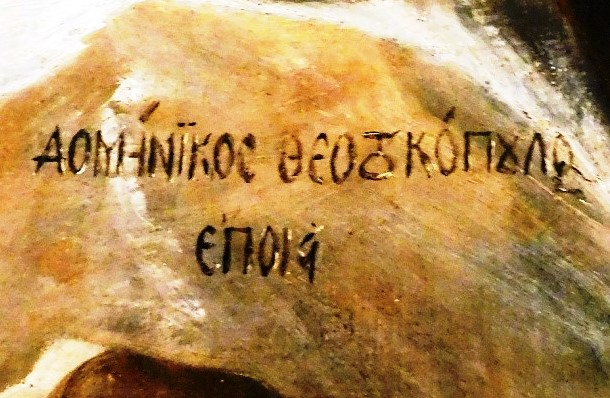
Signatura d'El Greco al Sant Sebastà de la Catedral de Palència.

## Estat de conservació
L'estat de conservació és òptim, perquè mai s'ha mogut de la seva ubicació originat, ni tampoc ha sofert neteges o restauracions abusives. Per aquest motiu, és un document molt important per tal d'estudiar la pinzellada personal d'El Greco. Fins i tot la signatura, amb majestuoses lletres majúscules gregues, amb reflexos i llums blanques, està molt ben conservada.

## Procedència
Hi ha diverses teories sobre la seva procedència.
- Probablement, el comitent va ser Luís de Castilla, fill il·legítim de Diego de Castilla, degà de la catedral de Toledo. Abans de convertir-se en degà a Toledo el 1551, havia estat sacerdot, canonge i ardiaca a la catedral de Palència. El seu fill Luis de Castilla va conèixer a Doménikos certament a Roma i presumptament va ser fonamental en el trasllat d'aquest pintor a Espanya. Don Luis va ser el responsable del primer gran encàrrec d'El Greco a Toledo (els retaules de Santo Domingo el Antiguo) perquè va recomanar El Greco al seu pare. És possible que Luis de Castilla fos el donant d'aquest quadre a la catedral de Palència, agraït pels esforços d'aquesta Institució per tal d'obtenir la dispensa “ob defectu natalium”, degut a la seva condició de fill il·legítim..
- D'altra banda, Jesús San Martin Payo ha suggerit el bisbe Juan Zapata de Cárdenas o al seu protegit, Alonso de Còrdova, com a possibles donants d'aquest llenç. Martin Payo s'ha basat en un manuscrit del segle xvi del Dr. Ascencio Garcia sobre la història de la diòcesi de Palència. Segons aquest estudi, el llenç de Sant Sebastià era antigament propietat de Don Juan Alonso de Córdoba el "braç dret del bisbe don Juan Ramírez Zapata de Cárdenas, patró de la capella de Sant Jeroni ". Ja que Juan Ramírez va ser bisbe de la diòcesi de Palència des del 1570 fins a la seva mort el 1577, això indicaria que aquell Sant Sebastià precediria fins i tot "El Expolio" a la Catedral de Toledo.[7]
- Tanmateix, als inventaris de la catedral de Palència, aquesta imatge s'esmenta posteriorment a la capella de Sant Jeroni, pertanyent a la família Reinoso, cosa que ha suggerit la possibilitat que Francisco de Reynoso y Baeza, secretari del papa Pius V, encarregués aquest llenç a El Greco.
- Tot i que la primera teoria és la més plausible, la qüestió de la identificació del comitent i del donant continua sent actualment conjectural.